# 葵芳 (選區)
葵芳（英語：Kwai Fong，代號S14；前稱葵涌中）是香港葵青區議會下轄的選區，1982年設立，1994年採用現名，2023年取消，末任區議員為街坊工友服務處前立法會議員梁耀忠。

## 範圍
選區包括整條葵芳邨及大連排工業區，惟工業區不適合居住，故此選情以葵芳邨居民為主。而西邊的私人屋宇則屬於興芳、葵聯選區，南面為華麗選區，大連排工業區以北則為石籬南、大白田西選區，投票站設於葵芳邨內佛教林金殿紀念小學。

## 沿革
葵芳選區前身是1982年區議會選舉荃灣區議會及1985年區議會選舉至1991年區議會選舉葵青區議會的葵涌中選區，當時範圍包括現有的葵興、葵芳以及興芳、葵聯選區。1982年葵涌中為單議席選區，由鄭永津擊敗另一位候選人張強成為首任議員。1985年葵青區成立，葵涌中定為雙議席選區，吸引到三名候選人，由新青學社梁耀忠取得第一席，鄭永津成功連任並取得第二席。1988年則吸引到四人參選，結果由新青學社改組而成的街工梁耀忠及徐柏林以二千票大勝另外兩人當選。1991年街工梁耀忠及徐柏林以過二千八百票勝過第三名候選人旋木楊而連任。
1993年港督彭定康推行政改方案，區議會全面實行單議席單票制，取消雙議席選區，改由選區分界及選舉事務委員會制定區議會選區，選區數目配合人口改變而大幅增加，當中原有葵涌中選區重劃成葵芳、葵興選區，分別由葵芳邨、葵興邨一邨一區所組成，另興芳路一帶則與華員邨一帶劃為葵華選區。
1994年區議會選舉，梁耀忠在未有其他候選人之下自動當選。1995年立法局選舉，梁以新九組的紡織及製衣界當選立法局議員。因應中方另起壚灶成立臨時立法會，梁耀忠於1997年7月至1998年短暫離開立法機構，1998年立法會選舉於新界西選區當選，自此維持雙料議員身份。
1999年區議會選舉，民主建港聯盟派出陳勇與梁耀忠爭奪本區議席，結果梁以六四之比打敗陳，然而陳選後轉往北區發展（2004年至2011年獲委任為北區區議員），未有參選。多年之後梁耀忠曾稱譽陳勇的工作影響到整個民建聯選舉工作。至2019年前，亦沒有候選人的得票比陳勇為高。
2003年區議會選舉，梁耀忠以過八成得票勝過另外兩位候選人而連任。2007年區議會選舉，屬香港泛藍的梁雪芳以香港南溪行名義參選，結果梁耀忠以八成半得票當選。
2011年區議會選舉，當時人口估算約18,635人，其中有11,479位選民，議席由街工成員梁耀忠和以香港綠黨名義參選的陳榮禮角逐，最後梁耀忠以3,944票當選。
2015年區議會選舉，梁耀忠以三分二得票打敗勞聯的陳萬聯應。翌年梁耀忠轉戰區議會（第二）功能界別參加立法會選舉，成功連任立法會議員。
2019年區議會選舉，梁耀忠擊敗民建聯成員林映惠及獨立民主派人士曾子麟，順利連任。林映惠雖然落敗，但其得票已比其黨友陳勇參選的得票為高。另外立法會區議會（第二）功能界別其餘兩位民主派議員涂謹申及鄺俊宇亦於應屆區議會選舉成功連任區議員，一同保住翌年立法會選舉在區議會（第二）功能界別的出選資格。
2021年4月16日，因參與2019年8.18未經批准的遊行，梁耀忠被法庭判囚8個月，緩刑一年，依例失去區議員席位，其區議會議席因此於2021年2月27日起懸空，結束其長達36年的區議員生涯。

## 歷屆議員
為方便比較，以下列表由1982年葵涌中計起：
| 選區名稱 | 屆別                  | 議員           | 政治聯繫                          | 政治聯繫                          | 議員                              | 政治聯繫 | 政治聯繫 |
| -------- | --------------------- | -------------- | --------------------------------- | --------------------------------- | --------------------------------- | -------- | -------- |
| 葵涌中   | 1982年－1985年        | 定為單議席選區 | 定為單議席選區                    | 定為單議席選區                    | 鄭永津                            |          | 無黨籍   |
| 葵涌中   | 1985年－1988年        | 梁耀忠         |                                   | 街工                              | 鄭永津                            |          | 無黨籍   |
| 葵涌中   | 1988年－1991年        | 梁耀忠         | 徐柏林                            | 街工                              |                                   | 街工     |          |
| 葵涌中   | 1991年－1994年        | 梁耀忠         | 徐柏林                            | 街工                              |                                   | 街工     |          |
| 葵芳     | 1994年－1999年        | 梁耀忠         | 分拆出葵興選區後， 改為單議席選區 | 分拆出葵興選區後， 改為單議席選區 | 分拆出葵興選區後， 改為單議席選區 |          |          |
| 葵芳     | 2000年－2003年        | 梁耀忠         | 分拆出葵興選區後， 改為單議席選區 | 分拆出葵興選區後， 改為單議席選區 | 分拆出葵興選區後， 改為單議席選區 |          |          |
| 葵芳     | 2004年－2007年        | 梁耀忠         | 分拆出葵興選區後， 改為單議席選區 | 分拆出葵興選區後， 改為單議席選區 | 分拆出葵興選區後， 改為單議席選區 |          |          |
| 葵芳     | 2008年－2011年        | 梁耀忠         | 分拆出葵興選區後， 改為單議席選區 | 分拆出葵興選區後， 改為單議席選區 | 分拆出葵興選區後， 改為單議席選區 |          |          |
| 葵芳     | 2012年－2015年        | 梁耀忠         | 分拆出葵興選區後， 改為單議席選區 | 分拆出葵興選區後， 改為單議席選區 | 分拆出葵興選區後， 改為單議席選區 |          |          |
| 葵芳     | 2016年－2019年        | 梁耀忠         | 分拆出葵興選區後， 改為單議席選區 | 分拆出葵興選區後， 改為單議席選區 | 分拆出葵興選區後， 改為單議席選區 |          |          |
| 葵芳     | 2020年－2021年2月26日 | 梁耀忠         | 分拆出葵興選區後， 改為單議席選區 | 分拆出葵興選區後， 改為單議席選區 | 分拆出葵興選區後， 改為單議席選區 |          |          |
| 葵芳     | 2021年2月27日－2023年 | 懸空           | 懸空                              | 懸空                              | 分拆出葵興選區後， 改為單議席選區 |          |          |

## 歷屆選舉結果
| 政党   | 政党   | 候选人    | 票数  | %     | ±      |
| ------ | ------ | --------- | ----- | ----- | ------ |
|        | 街工   | ①. 梁耀忠 | 4,766 | 59.10 | ▼7.92  |
|        | 民建聯 | ②. 林映惠 | 2,997 | 37.17 | 不適用 |
|        | 獨立   | ③. 曾子麟 | 301   | 3.73  | 不適用 |
| 多数票 | 多数票 | 多数票    | 1,769 | 21.94 | ▼12.11 |

| 政党   | 政党   | 候选人      | 票数  | %     | ±      |
| ------ | ------ | ----------- | ----- | ----- | ------ |
|        | 街工   | ①. 梁耀忠   | 3,301 | 67.03 | ▼24.04 |
|        | 勞聯   | ②. 陳萬聯應 | 1,624 | 32.97 | 不適用 |
| 多数票 | 多数票 | 多数票      | 1,677 | 34.05 | ▼48.08 |

| 政党   | 政党     | 候选人    | 票数  | %     | ±      |
| ------ | -------- | --------- | ----- | ----- | ------ |
|        | 街工     | ①. 梁耀忠 | 3,944 | 91.06 | ▲4.41  |
|        | 香港綠黨 | ②. 陳榮禮 | 387   | 8.94  | 不適用 |
| 多数票 | 多数票   | 多数票    | 3,557 | 82.13 | ▲8.81  |

| 政党   | 政党       | 候选人    | 票数  | %     | ±      |
| ------ | ---------- | --------- | ----- | ----- | ------ |
|        | 香港南溪行 | ①. 梁雪芳 | 594   | 13.34 | 不適用 |
|        | 街工       | ②. 梁耀忠 | 3,858 | 86.66 | ▲2.85  |
| 多数票 | 多数票     | 多数票    | 3,264 | 73.32 | ▲0.94  |

| 政党   | 政党   | 候选人    | 票数  | %     | ±      |
| ------ | ------ | --------- | ----- | ----- | ------ |
|        | 民建聯 | ①. 吳勝雄 | 615   | 11.42 | ▼20.80 |
|        | 無黨派 | ②. 呂景榮 | 257   | 4.77  | 不適用 |
|        | 街工   | ③. 梁耀忠 | 4,512 | 83.80 | ▲22.03 |
| 多数票 | 多数票 | 多数票    | 3,897 | 72.38 | 不適用 |

| 政党   | 政党   | 候选人    | 票数  | %     | ±      |
| ------ | ------ | --------- | ----- | ----- | ------ |
|        | 民建聯 | ①. 陳勇   | 1,785 | 38.22 | 不適用 |
|        | 街工   | ②. 梁耀忠 | 2,885 | 61.78 | 不適用 |
| 多数票 | 多数票 | 多数票    | 1,100 | 23.55 | 不適用 |

| 政党   | 政党   | 候选人 | 票数     | %      | ±      |
| ------ | ------ | ------ | -------- | ------ | ------ |
|        | 街工   | 梁耀忠 | 自動當選 | 不適用 | 不適用 |
| 多数票 | 多数票 | 多数票 | N/A      | N/A    | N/A    |

| 政党   | 政党   | 候选人 | 票数  | %     | ±      |
| ------ | ------ | ------ | ----- | ----- | ------ |
|        | 街工   | 梁耀忠 | 3,172 | 46.51 | 不適用 |
|        | 街工   | 徐柏林 | 2,806 | 41.14 | 不適用 |
|        | 無黨派 | 旋木楊 | 842   | 12.35 | 不適用 |
| 多数票 | 多数票 | 多数票 | 1,964 | 28.80 | 不適用 |

| 政党   | 政党       | 候选人 | 票数  | %     | ±      |
| ------ | ---------- | ------ | ----- | ----- | ------ |
|        | 街工       | 梁耀忠 | 2,702 | 41.88 | 不適用 |
|        | 街工/ 民協 | 徐柏林 | 2,190 | 33.95 | 不適用 |
|        | 無黨派     | 張潤泉 | 780   | 12.09 | 不適用 |
|        | 無黨派     | 馬樹逸 | 779   | 12.08 | 不適用 |
| 多数票 | 多数票     | 多数票 | 1,410 | 21.86 | 不適用 |

| 政党   | 政党   | 候选人 | 票数  | %     | ±      |
| ------ | ------ | ------ | ----- | ----- | ------ |
|        | 街工   | 梁耀忠 | 3,912 | 55.78 | 不適用 |
|        | 無黨派 | 鄭永津 | 2,284 | 32.57 | 不適用 |
|        | 無黨派 | 游志強 | 817   | 11.65 | 不適用 |
| 多数票 | 多数票 | 多数票 | 1,467 | 20.92 | 不適用 |

| 政党   | 政党   | 候选人 | 票数  | %     | ±      |
| ------ | ------ | ------ | ----- | ----- | ------ |
|        | 無黨派 | 鄭永津 | 1,214 | 65.41 | 不適用 |
|        | 無黨派 | 張強   | 642   | 34.59 | 不適用 |
| 多数票 | 多数票 | 多数票 | 572   | 30.82 | 不適用 |

## 資料來源與註釋
1. 1 2  葵青區建議區議會選區範圍人口 （页面存档备份，存于），選舉管理委員會，2019年
2. ↑  452個區議會選區登記選民的年齡組別及性別分佈(2019年) （页面存档备份，存于）,選民登記數字, 2019年
3. ↑   (PDF).   [2019-12-20]. （原始内容存档 (PDF)于2021-05-20）.
4. ↑  （繁體中文）. 東方日報. 2013-01-26  [2011-11-12]. （原始内容存档于2020-09-23）.
5. ↑  （繁體中文）. 香港區議會. 2011-10-06  [2011-11-12]. （原始内容存档于2011-11-11）.
6. ↑   (PDF). 2019-04-11  [2019-05-27]. （原始内容存档 (PDF)于2019-05-27）.
7. ↑  . 香港01. 2021-04-24  [2021-04-26]. （原始内容存档于2021-04-27）.